# The Vault of Horror
The Vault of Horror è stata una serie antologica a fumetti pubblicata dal 1950 al 1954 negli Stati Uniti d'America dalla EC Comics. Insieme alle altre serie pubblicate dall'editore come Tales from the Crypt e The Haunt of Fear, fu molto popolare ma, per i temi trattati divenne oggetto di attacchi censori da parte dell'opinione pubblica volti a tutelare i minori e che portarono all'adozione da parte degli editori di un codice di regolamentazione particolarmente restrittivo, il Comics Code Authority, che costrinse infine l'editore a interromperne la pubblicazione insieme ad altre serie nel 1954.
Le storie presenti in questa serie e in altre dello stesso editore, sono state successivamente ristampate da altre editori e sono state adattate per la televisione e per il cinema.

## Storia editoriale
A seguito del successo della serie Tales from the Crypt, nel 1950 l'editore Gaines e il suo curatore editoriale Al Feldstein, idearono altre serie simili per contenuti alla capostipite con storie di genere horror ricche di inventiva e di humor nero, realizzati da abili disegnatori americani che divennero poi artisti di culto. Molte delle storie pubblicate erano spesso introdotte da un personaggio, una vecchia strega. Gli albi vennero pubblicati nel tradizionale formato della EC Comics, albi brossurati di 17x24 cm in bianco e nero, e le storie vennero scritte da nomi noti del fumetto americano come Gardner Fox, Harvey Kurtzman, Johnny Craig oltre allo stesso Al Feldstein mentre i disegni furono opera di autori come Graham Ingels e Jack Kamen. Le storie erano in genere brevi racconti ricche di omaggi, citazioni o riadattamenti di opere di autori come Edgar Allan Poe, Wylliam Wymark Jacobs e H.P. Lovecraft che gli sceneggiatori della EC seppero riadattare in uno stile da black comedy unendo le atmosfere e le vicende dell’horror classico ai toni più leggeri degli albi a fumetti per ragazzi. La serie chiuse dopo 25 numeri nel dicembre 1954.
Le storie presentate nella serie vennero poi riproposte da altri editori nei decenni successivi. La Ballantine Books ristampò una selezione di storie in una serie di volumi antologici nel 1964-66. Altre storie della serie vennero ristampate nella collana Horror Comics of the 1950s dalla Nostalgia Press nel 1971 mentre l'editore Russ Cochran pubblicò sei numeri della serie nella collana EC Portfolio (1971–77); la rivista venne riproposta nella sua interezza in una serie di cinque volumi in bianco e nero dall'editore Russ Cochran nella collana The Complete EC Library nei primi anni ottanta mentre nei primi anni novanta sempre Cochran, in collaborazione con Gladstone Publishing o da solo, ha ristampato alcuni volumi a nel classico formato originale. Dal 1992 al 1998 poi, Cochran e Gemstone Publishing hanno ristampato tutta la serie alla fine degli anni novanta. Nel 2007, Cochran e Gemstone pubblicarono in versione a colori la serie come parte della collana EC Archives che venne però interrotta dopo solo un volume. Il secondo volume venne poi pubblicato dalla GC Press LLC nel 2012 per poi continuare grazie alla Dark Horse Comics nel 2014.

## Controversie
Nel 1954, Gaines e Feldstein avrebbero voluto aggiungere una quarta serie alle tre che già pubblicavano con successo, Tales from the Crypt e The Haunt of Fear, ma vennero fermati a seguito della crociata contro i fumetti considerati pericolosi per i minori e fra le cause dei fenomeni di violenza giovanile in America. Il clima peggiorò ulteriormente dopo le audizioni pubbliche, in aprile e giugno del 1954, di una commissione del Senato degli Stati Uniti d'America sulla delinquenza giovanile. Le risultanze della commissione suggerirono agli editori di attenuare il tono delle storie evitando così una censura esterna diretta ma spingendo gli stessi editori all'autoregolamentazione della Comics Magazine Association of America (CMAA) prima e del Comics Code Authority (CCA) poi, che posero severe restrizioni su quello che poteva essere pubblicato al fine di avere il loro visto sulle copertine. Vennero vietati termini come "terrore" e "orrore" nei titoli e di raffigurare zombi, lupi mannari, personaggi raccapriccianti. Gaines si rese conto che le sue pubblicazioni, con questi vincoli, erano destinati a fallire e così decise di chiudere tutte le testate di genere horror nel settembre 1954.

## Eredità e influenza culturale
Alcune storie apparse nelle serie vennero adattate per la versione cinematografica di Tales from the Crypt (1972).